# Combretum cacoucia

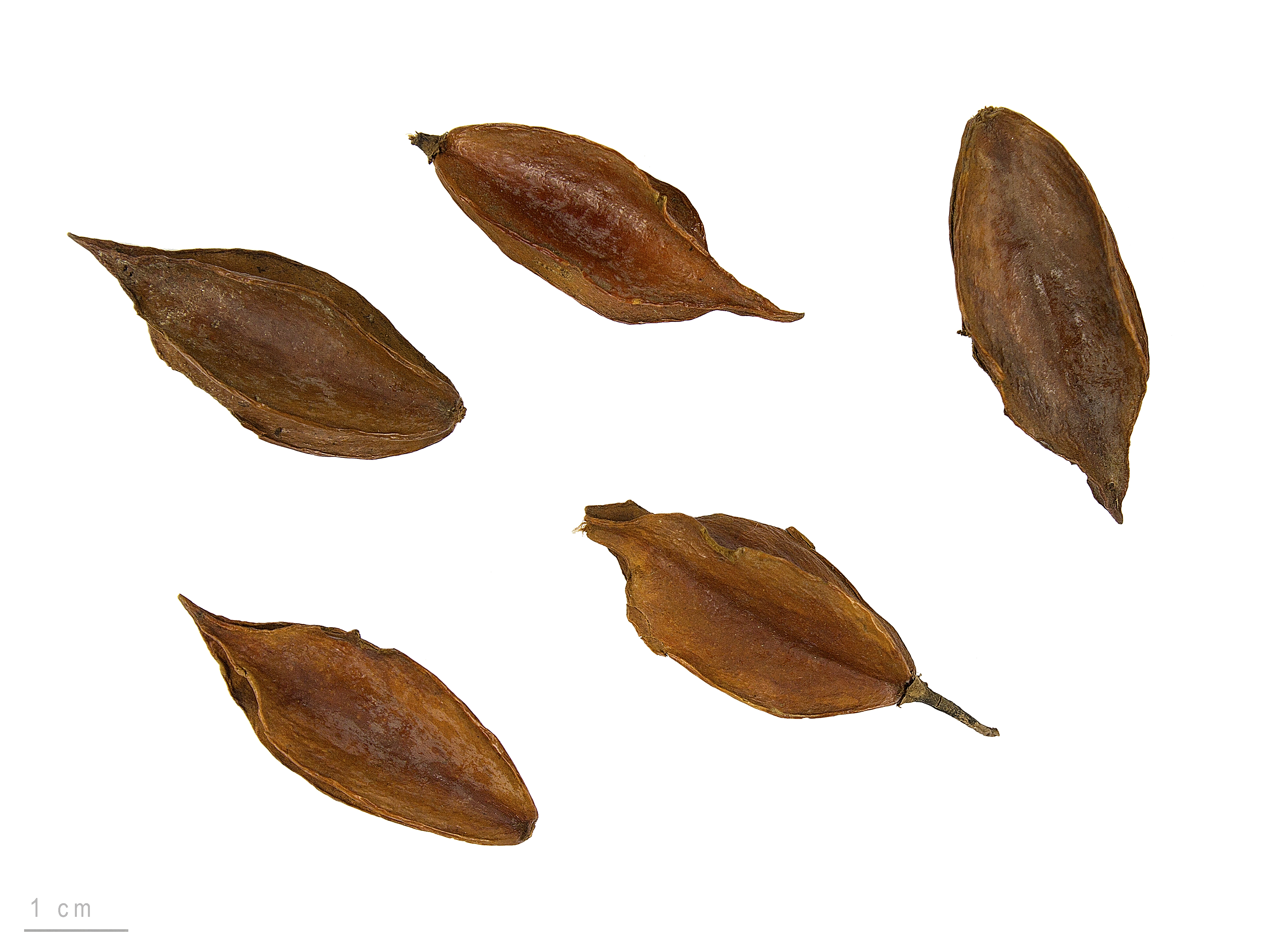
Combretum cacoucia

Combretum cacoucia är en tvåhjärtbladig växtart som först beskrevs av Louis Antoine François Baillon, och fick sitt nu gällande namn av Arthur Wallis Exell. Combretum cacoucia ingår i släktet Combretum och familjen Combretaceae. Inga underarter finns listade i Catalogue of Life.